# Anisothecium yezoanum
Anisothecium yezoanum är en bladmossart som beskrevs av Brotherus 1924. Anisothecium yezoanum ingår i släktet Anisothecium och familjen Dicranaceae. Inga underarter finns listade i Catalogue of Life.